# Amelia Barros
Amelia Barros (Lisboa, 1842 - ?) fou una artista d'opereta portuguesa que debutà a Funchal passant després a Porto i al teatre de la Trindade de Lisboa (1876), on hi va romandre molt de temps presentant les obres de repertori d'aquella època, com: Barba-blava; Bocaccio; Doña Juanita; Giroflé-Giroflá, Fada de Amor, etc.